# Nowaja Żyzń (rejon budionnowski)
Nowaja Żyzń (ros. Новая Жизнь) – wieś w Rosji, w Kraju Stawropolskim, w rejonie budionnowskim. W 2010 liczyła 2259 mieszkańców.